# Șramkî, Reșetîlivka
Șramkî (în ucraineană Шрамки) este un sat în comuna Meakenkivka din raionul Reșetîlivka, regiunea Poltava, Ucraina.

## Demografie
Componența lingvistică a localității Șramkî
     Ucraineană (97,98%)
     Rusă (1,01%)
     Română (1,01%)
Conform recensământului din 2001, majoritatea populației localității Șramkî era vorbitoare de ucraineană (97,98%), existând în minoritate și vorbitori de rusă (1,01%) și română (1,01%).